# 리 밀러
리 밀러(Lee Miller, 1907년 4월 23일 ~ 1977년 7월 21일)는 미국 사진가, 사진기자다. 1920년대 뉴욕에서 패션 모델로 활동하다, 프랑스 파리로 이주해 패션·예술 사진가로 활동하였다. 제2차 세계 대전 시기 패션지 보그 소속 종군기자로 파견되어 영국 대공습, 파리 해방, 부헨발트 강제 수용소와 다하우 강제 수용소 실상과 같은 소식을 알렸다.